# Sorbo-Ocagnano
Sorbo-Ocagnano (in corso Sorbu è Occagnanu) è un comune francese di 772 abitanti situato nel dipartimento dell'Alta Corsica nella regione della Corsica.

## Società

### Evoluzione demografica
Abitanti censiti